# نانینورا
نانینورا (به لاتین: Naninora) یک منطقهٔ مسکونی در ماداگاسکار است که در بتروکا واقع شده‌است. نانینورا ۲٬۰۰۰ نفر جمعیت دارد و ۸۳۶ متر بالاتر از سطح دریا واقع شده‌است.